# Liste der Außenminister von Malta
Die Liste der Außenminister von Malta umfasst die Außenminister Maltas seit der Unabhängigkeit Maltas am 21. September 1964.
| Beginn der Amtszeit | Ende der Amtszeit | Name                         | Lebensdaten |
| ------------------- | ----------------- | ---------------------------- | ----------- |
| 21. September 1964  | 21. Juni 1971     | Ġorġ Borg Olivier            | 1911–1980   |
| 21. Juni 1971       | 20. Dezember 1981 | Dom Mintoff                  | 1916–2012   |
| 20. Dezember 1981   | 12. Mai 1987      | Alex Sceberras Trigona       | * 1950      |
| 12. Mai 1987        | 16. März 1989     | Ċensu Tabone                 | 1913–2012   |
| 16. März 1989       | 5. Mai 1990       | Edward Fenech Adami          | * 1934      |
| 5. Mai 1990         | 29. Oktober 1996  | Guido de Marco               | 1931–2010   |
| 29. Oktober 1996    | 8. September 1998 | George Vella                 | * 1942      |
| 8. September 1998   | 24. März 1999     | Guido de Marco (2. Amtszeit) | s. o.       |
| 24. März 1999       | 23. März 2004     | Joe Borg                     | * 1952      |
| 23. März 2004       | 3. Juli 2004      | John Dalli                   | * 1948      |
| 3. Juli 2004        | 12. März 2008     | Michael Frendo               | * 1955      |
| 12. März 2008       | 28. November 2012 | Tonio Borg                   | * 1957      |
| 28. November 2012   | 13. März 2013     | Francis Zammit Dimech        | 1954–2025   |
| 13. März 2013       | 9. Juni 2017      | George Vella                 | * 1942      |
| 9. Juni 2017        | 15. Januar 2020   | Carmelo Abela                | * 1972      |
| 15. Januar 2020     | 30. März 2022     | Evarist Bartolo              | * 1952      |
| 30. März 2022       | amtierend         | Ian Borg                     | * 1986      |